# Polizeiruf 110: Widerfahrnis
Widerfahrnis ist ein Fernsehfilm aus der Krimireihe Polizeiruf 110. Der vom MDR produzierte Beitrag ist die 417. Polizeiruf 110-Episode und wurde erstmals am 4. Mai 2025 im Ersten ausgestrahlt. Die Magdeburger Ermittlerin Doreen Brasch ermittelt in ihrem 20. Fall.

## Handlung
Kriminalhauptkommissarin Doreen Brasch wird zu einem Verkehrsunfall gerufen. Eine Frau ist auf der Bundesstraße 184 von einem Auto erfasst worden und wird bewusstlos in ein Krankenhaus eingeliefert. Kriminalrat Uwe Lemp will in dieser Sache zunächst nicht weiter ermitteln, da es sich seiner Auffassung nach nur um einen unglücklichen Verkehrsunfall mit Fahrerflucht handelt. Doch Doreen Brasch lässt der rätselhafte Fall keine Ruhe und sie ermittelt auf eigene Faust weiter.
Die Frau hatte ein Handy bei sich, das auf eine Berna Kandemir registriert ist. Berna hatte die Frau, die Sarah heißt und in einer tiefen mentalen Krise steckte, kurz zuvor bei sich aufgenommen. Sarah arbeitete anstelle von Berna im Hotel Excelsior, wo sie Kontakt zu dem Architekten Rene Tamm hatte. Dessen Frau fährt einen silbernen Mercedes, wie er als Tatfahrzeug anhand von Lackspuren ermittelt werden konnte.
In Rückblenden ist zu sehen, dass Sarah Tamm über längere Zeit verfolgte. Schließlich beging Sarah Suizid, indem sie sich gezielt vor Tamms Auto warf. Bei der Prostituierten Dorota, die Sarah als Letzte lebend gesehen hatte, finden Brasch und Lemp Sarahs Papiere und erfahren, dass diese in Wahrheit Sandra Polzin heißt, eine ehemalige Lehrerin, deren Ehemann und Sohn vor fünf Jahren bei einem Autounfall mit Fahrerflucht tödlich verunglückten. Sarah/Sandra hielt Tamm für den damaligen Verursacher, jedoch war die Fahrerflucht inzwischen verjährt.
Sarah/Sandra erliegt ihren Verletzungen; dank der Zeugenaussage von Dorota wird Tamm überführt und wegen Fahrerflucht verurteilt. In einer weiteren Rückblende sieht man, dass Tamms Ehefrau den Unfall verursacht hatte, bei dem Sandras Familie starb.

## Hintergrund
Der Film wurde vom 14. November 2023 bis zum 14. Dezember 2023 an 22 Drehtagen in Magdeburg und Umgebung gedreht. Es ist der letzte Film mit Pablo Grant als Günther Márquez, der kurz nach Ende der Dreharbeiten verstarb. Der Film endet mit einer Widmung an ihn.
Aufgrund der inhaltlichen Nähe zum Anschlag auf den Magdeburger Weihnachtsmarkt entschieden die Verantwortlichen, dass der Film nicht wie geplant am 2. Februar 2025 ausgestrahlt wurde, sondern erst am 4. Mai 2025. Stattdessen zeigte Das Erste den Film Herz der Dunkelheit aus der Reihe Tatort.

## Rezeption

### Kritiken
„Bisweilen überzieht dieser Polizeiruf leicht, etwa wenn zu viel geschwiegen und zu viele bedeutsame Blicke getauscht werden. Wenn dafür die Polizeirecherchen etwas kurz kommen und Brasch durch ein Klopfen ans Autofenster geweckt werden muss. Ein Schwachpunkt auch, dass in einem so feingezeichneten Film die Ehefrau des Verdächtigen (Martina Ebm als Lucy Kamm) einmal mehr die Klischee-Frau ist, Typ privilegierte Eisprinzessin. Während er, Stephan Kampwirth als René Kamm, ein großartig nuancierter Verdächtiger sein darf.“

„Viel geredet wird nicht in diesem gelungenen Psycho-Krimi. Regisseur Umut Dag verlässt sich ganz auf Atmosphäre – gierig glimmende Zigaretten, kalte Ausfallstraßen, stoisch rotierende Windparks – und die Präsenz von Mareike Sedl, die die traumatisierte Sarah beinhart spielt. […] Überhaupt handelt ‚Widerfahrnis‘ vor allem von der Ohnmacht von Frauen. Seien sie alleinerziehend, ohne Job und Familie, ohne gute Anwälte oder schlicht mit Migrationshintergrund. Am Ende solidarisieren sie sich und sorgen für Gerechtigkeit im Jammertal.“

„In diesem tragischen Drama geht es weniger um klassische Krimi-Spannung. Stattdessen erzählt der Film mit enormer emotionaler Wucht davon, wie ein einziger Schicksalsmoment das Leben einer Frau zerstört. Der Titel ist buchstäblich gemeint: Sarah widerfährt ein Unglück, das sie verwandelt und verstummen lässt. Mareike Sedl erhielt im März für ihre schauspielerische Leistung den Deutschen Fernsehkrimi-Preis. Auch der österreichische Regisseur Umut Dağ wurde bei dem Festival in Wiesbaden ausgezeichnet […].“

### Einschaltquoten
Die Erstausstrahlung von Widerfahrnis am 4. Mai 2025 wurde in Deutschland von 8,12 Millionen Zuschauern gesehen und erreichte einen Marktanteil von 30,7 % für Das Erste.